# Жиљак
Жиљак је насеље у општини Бијело Поље у Црној Гори. Према попису из 2003. било је 178 становника (према попису из 1991. било је 250 становника).

## Демографија
У насељу Жиљак живи 128 пунолетних становника, а просечна старост становништва износи 34,3 година (32,3 код мушкараца и 36,9 код жена). У насељу има 50 домаћинстава, а просечан број чланова по домаћинству је 3,56.
Становништво у овом насељу веома је хетерогено, а у последња три пописа, примећен је пад у броју становника.
|  |

| Демографија | Демографија | Демографија |
| Година      | Становника  | Становника  |
| ----------- | ----------- | ----------- |
|             |             |             |
|             |             |             |
|             |             |             |
|             |             |             |
| 1948.       | 211         |             |
| 1953.       | 235         |             |
| 1961.       | 266         |             |
| 1971.       | 289         |             |
| 1981.       | 274         |             |
| 1991.       | 250         | 231         |
| 2003.       | 283         | 178         |
|             |             |             |

| Етнички састав према попису из 2003.‍ | Етнички састав према попису из 2003.‍ | Етнички састав према попису из 2003.‍ | Етнички састав према попису из 2003.‍ | Етнички састав према попису из 2003.‍ |
| ------------------------------------ | ------------------------------------ | ------------------------------------ | ------------------------------------ | ------------------------------------ |
|                                      |                                      |                                      |                                      |                                      |
| Бошњаци                              | Бошњаци                              |                                      | 90                                   | 50,56%                               |
| Срби                                 | Срби                                 |                                      | 58                                   | 32,58%                               |
| Црногорци                            | Црногорци                            |                                      | 25                                   | 14,04%                               |
| Муслимани                            | Муслимани                            |                                      | 3                                    | 1,68%                                |
| непознато                            | непознато                            |                                      | 0                                    | 0,0%                                 |

| Година пописа     | 1948. | 1953. | 1961. | 1971. | 1981. | 1991. | 2003. |
| ----------------- | ----- | ----- | ----- | ----- | ----- | ----- | ----- |
| Број домаћинстава | 49    | 52    | 50    | 54    | 41    | 56    | 69    |

| Број чланова      | 1  | 2 | 3  | 4 | 5 | 6 | 7 | 8 | 9 | 10 и више | Просек |
| ----------------- | -- | - | -- | - | - | - | - | - | - | --------- | ------ |
| Број домаћинстава | 50 | 8 | 11 | 8 | 4 | 9 | 7 | 3 | 0 | 0         | 0      |

| Пол    | Укупно | Неожењен/Неудата | Ожењен/Удата | Удовац/Удовица | Разведен/Разведена | Непознато |
| ------ | ------ | ---------------- | ------------ | -------------- | ------------------ | --------- |
| Мушки  | 71     | 28               | 41           | 2              | 0                  | 0         |
| Женски | 67     | 13               | 42           | 11             | 1                  | 0         |
| УКУПНО | 138    | 41               | 83           | 13             | 1                  | 0         |

| Пол    | Укупно                    | Пољопривреда, лов и шумарство | Рибарство                            | Вађење руде и камена | Прерађивачка индустрија       |
| ------ | ------------------------- | ----------------------------- | ------------------------------------ | -------------------- | ----------------------------- |
| Мушки  | 22                        | 4                             | 0                                    | 0                    | 4                             |
| Женски | 9                         | 0                             | 0                                    | 0                    | 2                             |
| УКУПНО | 31                        | 4                             | 0                                    | 0                    | 6                             |
| Пол    | Производња и снабдевање   | Грађевинарство                | Трговина                             | Хотели и ресторани   | Саобраћај, складиштење и везе |
| Мушки  | 0                         | 5                             | 1                                    | 0                    | 2                             |
| Женски | 0                         | 0                             | 2                                    | 0                    | 0                             |
| УКУПНО | 0                         | 5                             | 3                                    | 0                    | 2                             |
| Пол    | Финансијско посредовање   | Некретнине                    | Државна управа и одбрана             | Образовање           | Здравствени и социјални рад   |
| Мушки  | 0                         | 0                             | 2                                    | 2                    | 2                             |
| Женски | 0                         | 0                             | 0                                    | 4                    | 1                             |
| УКУПНО | 0                         | 0                             | 2                                    | 6                    | 3                             |
| Пол    | Остале услужне активности | Приватна домаћинства          | Екстериторијалне организације и тела | Непознато            | Непознато                     |
| Мушки  | 0                         | 0                             | 0                                    | 0                    | 0                             |
| Женски | 0                         | 0                             | 0                                    | 0                    | 0                             |
| УКУПНО | 0                         | 0                             | 0                                    | 0                    | 0                             |